# Engawa
Engawa (jap. 縁側/掾側) ist der Holzbalkon an traditionellen Wohnhäusern in Japan.

## Einführung
Der Engawa befindet sich zwischen den mit Tatami-Matten ausgelegten Wohnräumen und dem zum Haus gehörigen Garten. Kann aber auch zur Straße ausgerichtet sein. Er befindet sich normalerweise auf Innenraumniveau (in Ausnahmefällen eine Stufe tiefer), ist überdacht und hat kein Geländer. Die Trennung zum Innenraum erfolgt über Schiebetüren, Shoji genannt.
Aus architektonischer Sicht soll er eine bewusste Zwischenzone darstellen und kann deswegen weder dem Innen- noch dem Außenraum zugerechnet werden.
Da der Engawa stets überdacht ist, soll diese Zone aus bautechnischer Sicht die empfindlichen Schiebetüren vor Schlagregen schützen sowie die Innenräume vor zu starker Sonneneinstrahlung im Sommer bewahren.
Der Schritt in den Garten erfolgt nur über einen speziell dafür vorgesehen großen Stein. Außerdem ist es in der japanischen Kultur streng untersagt, den Engawa mit Straßenschuhen zu betreten.
Das Wort engawa setzt sich aus zwei japanischen Schriftzeichen (Kanji) zusammen: en (縁 oder 掾) heißt Beziehung/Verbindung, während gawa (側) Seite bedeutet. Wörtlich übersetzt „Seite der Verbindung“ was darauf schließen lässt, dass der Engawa zum Kontakt diente. Vor allem bei Ausrichtung zur Straße.

## Ausführungen
Bei der Ausführung der Engawa kann zwischen vier Typen unterschieden werden:
- kure-en (榑縁): die Fußboden-Bretter des Engawa verlaufen parallel zur Gebäudewand und sind an den Ecken im 45° Winkel miteinander verschnitten
- kirime-en (切目縁): die Fußboden-Bretter des Engawa verlaufen im rechten Winkel zur Gebäudewand und sind folglich relativ kurz
- takesunoko-en (竹簀の子縁): die Fußboden-Bretter des Engawa sind Bambus-Rohre, die parallel zur Gebäudewand verlaufen
- nure-en (濡縁): der Engawa befindet sich nicht auf Innenraumniveau, sondern einen Schritt tiefer, zwischen Garten und Innenraum. Regenschutztüren(amado) existieren hierfür nicht.
- mochi-hanashi engawa: der Engawa wurde zur Dachtraufe erweitert.
- hiro-en (広縁): der Engawa  ist ein Teil vom Innenraum und erweitert diesen.
- age-shōgi-en: der Engawa ist faltbar. Bei Tag wird er aufgefaltet und Waren können angeboten werden. Bei Nacht wird dieser hochgefaltet. In Kombination mit Regenschutztüren wird der Eingang komplett geschützt.

## Galerie

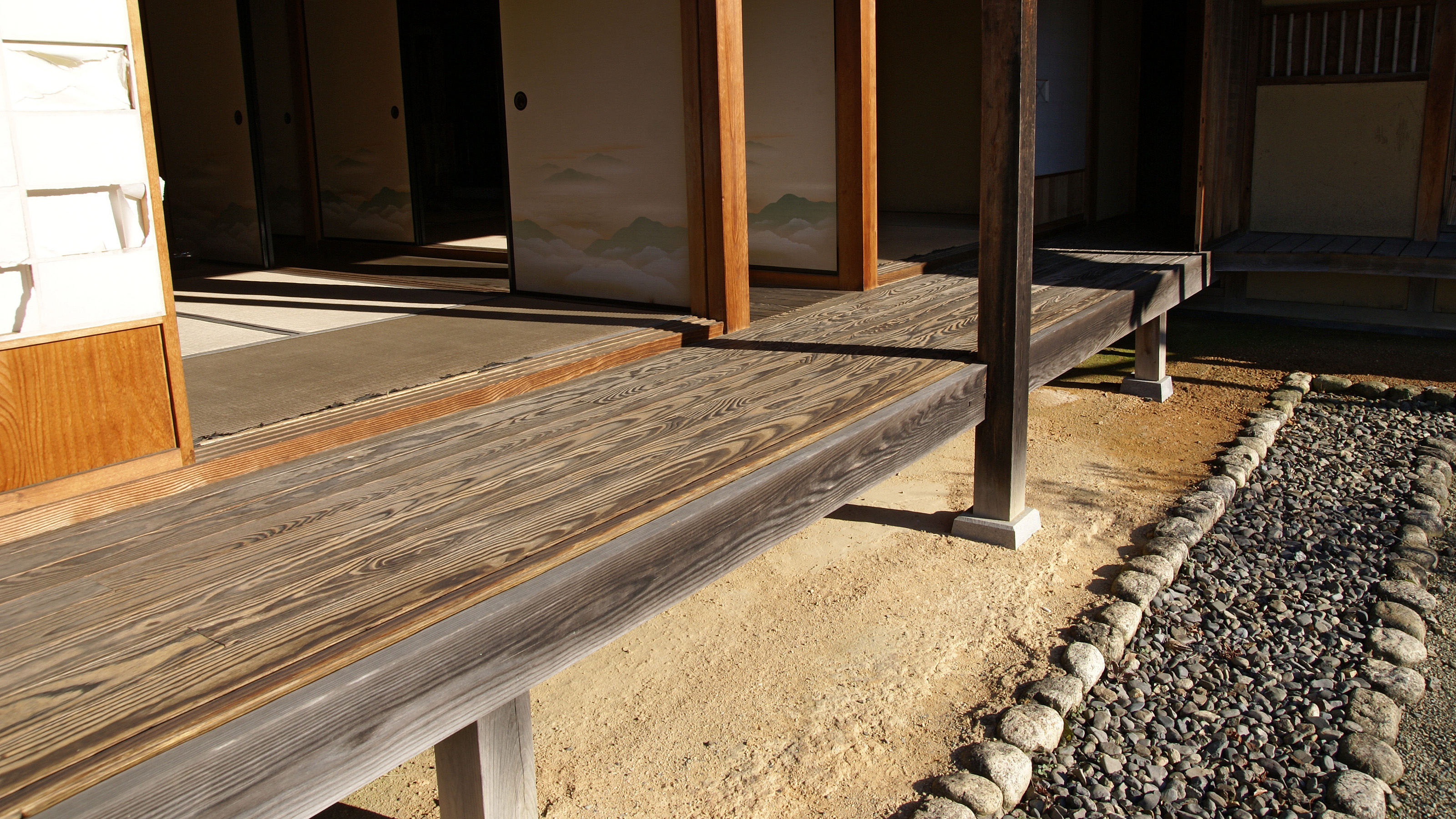
Engawa in kure-en (榑縁)-Ausführung
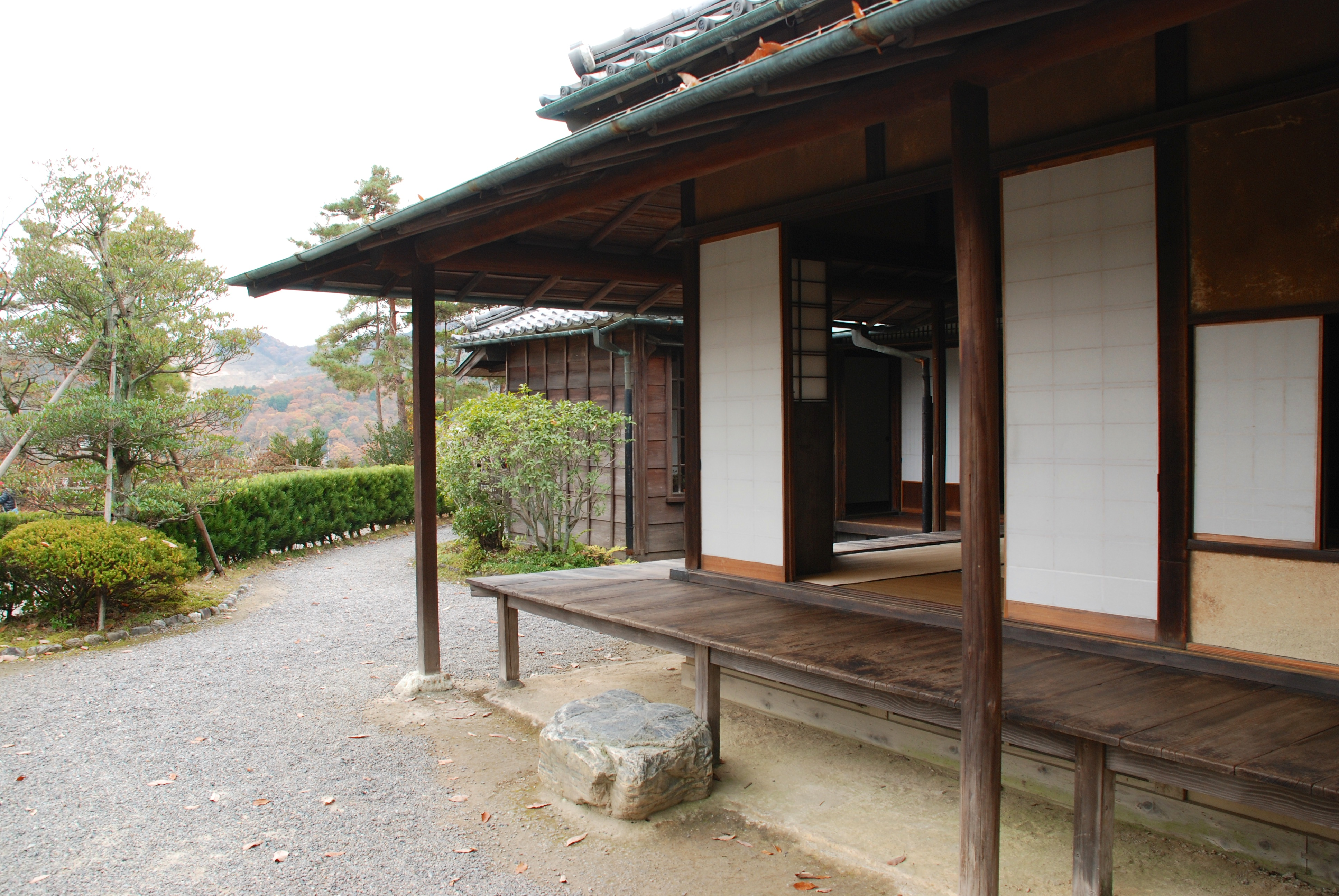
Engawa in kirime-en (切目縁)-Ausführung
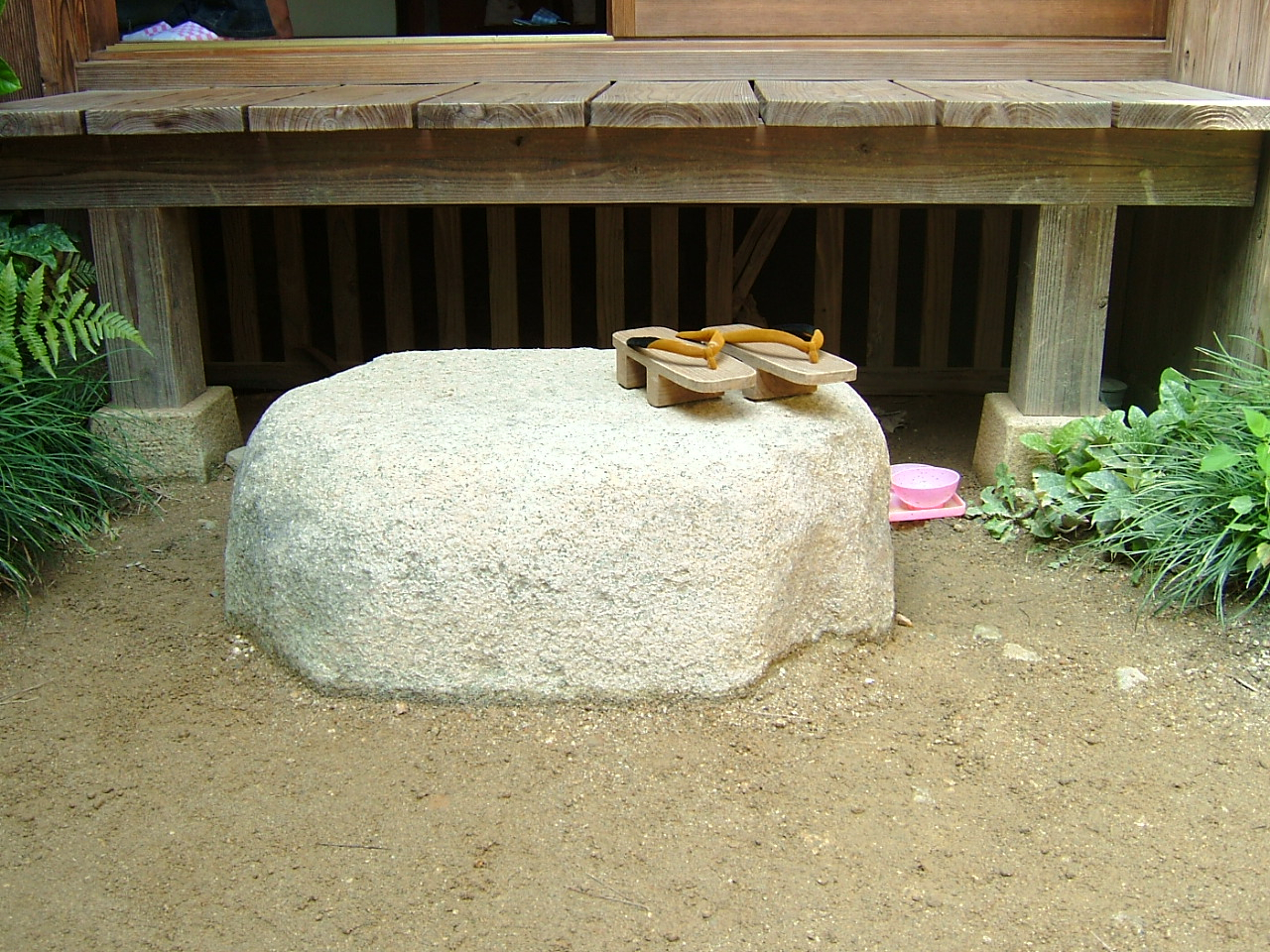
(沓脱石 kutsunugi ishi lit. "Stein zum Ausziehen der Schuhe")